# Lijst van voormalige gemeenten in Gelderland
Dit is een lijst met voormalige Gelderse gemeenten.
Als het grondgebied van een opgeheven gemeente over meerdere gemeenten is verdeeld is het grootste deel bij de eerstgenoemde ontvangende gemeente gevoegd. Grenscorrecties tussen gehandhaafde gemeenten zijn niet in de lijst opgenomen. Informatie van vóór 1830 kan onvolledig zijn.

## Naamgeving bestuurlijke entiteiten
Bij een herindeling ontstaat altijd een nieuwe bestuurlijke entiteit. De nieuwe entiteit kan ervoor kiezen een oude naam te handhaven. Juridisch is sprake van "samenvoeging met" van de oude entiteit (en geen toevoeging aan). Deze informatie is voor de leesbaarheid en herkenbaarheid wellicht hier weggelaten. Voorbeeld: Kerkwijk is samengevoegd met Gameren en de nieuwe bestuursentiteit heet Kerkwijk.

## Uitleg bij de lijst
*: Nieuw gevormde gemeentelijke entiteit die een naam gekozen heeft die nog niet eerder is gebruikt door een andere gemeentelijke entiteit.

(naamswijziging): Een gemeentelijke entiteit die, zonder wijzigingen aan het grondgebied, gekozen heeft voor een nieuwe naam.

## 2019
- Geldermalsen > West Betuwe*
- Lingewaal > West Betuwe*
- Neerijnen > West Betuwe*

## 2018
- Rijnwaarden > Zevenaar

## 2016
- Groesbeek > Berg en Dal (naamswijziging)

## 2015
- Millingen aan de Rijn > Groesbeek
- Ubbergen > Groesbeek

## 2006
- Groenlo > Oost Gelre (naamswijziging)

## 2005
- Angerlo > Zevenaar
- Bergh > Montferland*
- Borculo > Berkelland*
- Didam > Montferland* en Zevenaar
- Dinxperlo > Aalten
- Eibergen > Berkelland*
- Gendringen > Oude IJsselstreek*
- Gorssel > Lochem
- Hengelo > Bronckhorst*
- Hummelo en Keppel > Bronckhorst*
- Lichtenvoorde > Groenlo
- Neede > Berkelland*
- Ruurlo > Berkelland*
- Steenderen > Bronckhorst*
- Vorden > Bronckhorst*
- Warnsveld > Zutphen
- Wehl > Doetinchem
- Wisch > Oude IJsselstreek*
- Zelhem > Bronckhorst*

## 2003
- Bemmel > Lingewaard (naamswijziging)
- Kesteren > Neder-Betuwe (naamswijziging)

## 2002
- Dodewaard > Kesteren
- Echteld > Kesteren en Tiel

## 2001
- Elst > Overbetuwe*
- Gendt > Bemmel
- Heteren > Overbetuwe*
- Huissen > Bemmel
- Valburg > Overbetuwe*

## 2000
- Hoevelaken > Nijkerk en Amersfoort (Utrecht)

## 1999
- Ammerzoden > Maasdriel
- Brakel > Zaltbommel
- Hedel > Maasdriel
- Heerewaarden > Maasdriel
- Kerkwijk > Zaltbommel
- Lienden > Buren
- Maurik > Buren
- Rossum > Maasdriel

## 1987
- Vuren > Lingewaal (naamswijziging)

## 1986
- Asperen (provincie Zuid-Holland) > Vuren
- Herwijnen > Vuren
- Heukelum > Vuren, Gorinchem (provincie Zuid-Holland) en Leerdam (provincie Zuid-Holland)

## 1985
- Herwen en Aerdt > Rijnwaarden*
- Pannerden > Rijnwaarden*
- Wamel > West Maas en Waal (naamswijziging)

## 1984
- Appeltern > Wamel en Wijchen
- Batenburg > Wijchen
- Bergharen > Wijchen, Druten en Beuningen
- Dreumel > Wamel en Heerewaarden
- Horssen > Druten en Wijchen

## 1980
- Ewijk > Beuningen
- Overasselt > Heumen, Wijchen en Nijmegen

## 1978
- Beesd > Geldermalsen
- Beusichem > Buren en Culemborg
- Buurmalsen > Geldermalsen en Buren
- Deil > Geldermalsen
- Est en Opijnen > Neerijnen*
- Haaften > Neerijnen*
- Ophemert > Neerijnen* en Tiel
- Varik > Neerijnen*
- Waardenburg > Neerijnen*
- Zoelen > Buren, Tiel en Geldermalsen

## 1974
- Doornspijk > Elburg, Oldebroek en Nunspeet

## 1972
- Ermelo > Ermelo en Nunspeet*

## 1971
- Laren > Lochem en Borculo

## 1956
- Wadenoijen > Tiel en Zoelen

## 1955
- Gameren > Kerkwijk
- Hemmen > Valburg en Dodewaard
- Hurwenen > Rossum
- Millingen > Millingen aan de Rijn (naamswijziging)
- Nederhemert > Kerkwijk en Brakel
- Poederoijen > Brakel
- Zuilichem > Brakel

## 1944
- Driel > Maasdriel (naamswijziging)

## 1923
- Balgoij > Overasselt
- Doorwerth > Renkum
- IJzendoorn > Echteld

## 1920
- Ambt Doetinchem > Doetinchem*
- Stad Doetinchem > Doetinchem*

## 1854
- Loenen en Wolferen > Valburg
- Verwolde > Laren

## 1831
- Dorth > Gorssel

## 1822
- Lede en Oudewaard > Kesteren

## 1821
- 's-Heerenberg > Bergh*
- Netterden > Bergh* en Gendringen
- Zeddam > Bergh*

## 1819
- Beltrum > Eibergen

## 1818
- Afferden > Druten
- Alphen > Appeltern
- Beekbergen > Apeldoorn
- Bennekom > Ede
- Bredevoort > Aalten
- Elden > Elst
- Geesteren > Borculo
- Leeuwen > Wamel
- Hernen > Bergharen[1]
- Loenen > Apeldoorn
- Lunteren > Ede
- Niftrik > Wijchen
- Nijbroek > Voorst
- Ochten > Echteld
- Opheusden > Kesteren
- Otterlo > Ede
- Puiflijk > Druten
- Twello > Voorst
- Vaassen > Epe
- Varsseveld > Wisch
- Veessen > Heerde
- Velp > Rheden
- Voorthuizen > Barneveld
- Weurt > Beuningen
- Wilp > Voorst
- Winssen > Ewijk

## 1811
- Bronkhorst > Steenderen